# マルメ大学
マルメ大学（マルメだいがく、スウェーデン語：Malmö universitet）は、スウェーデンのスコーネ県マルメ市の大学。1998年に設立され、現在22,000あまりの学生が学んでいる。

## 歴史
- 1998年　設立。

## 学部
- 歯学部
- 保健社会学部
- 国際移住民族関係学部 (IMER)
- 通信学芸学部
- 教育学部
- 情報技術社会学部